# 桂あやめ

結三柏は、桂文枝一門の定紋である。

桂 あやめ（かつら あやめ）は、上方落語の名跡。当代は3代目。
その名前から女性であると思われることもあるが、初代と2代目は男性で後に桂文枝を襲名している。
- 初代桂阿や免 - 後の4代目桂文枝。
- 2代目桂あやめ - 後の5代目桂文枝。
- 3代目桂あやめ - 桂文枝一門で初めての女性落語家。